# 3-etil-5-metilheptano
El 3-etil-5-metilhexano
es un alcano de cadena ramificada con fórmula molecular C9H20